# Couin
Couin is een gemeente in het Franse departement Pas-de-Calais (regio Hauts-de-France) en telt 112 inwoners (2009). De plaats maakt deel uit van het arrondissement Arras.

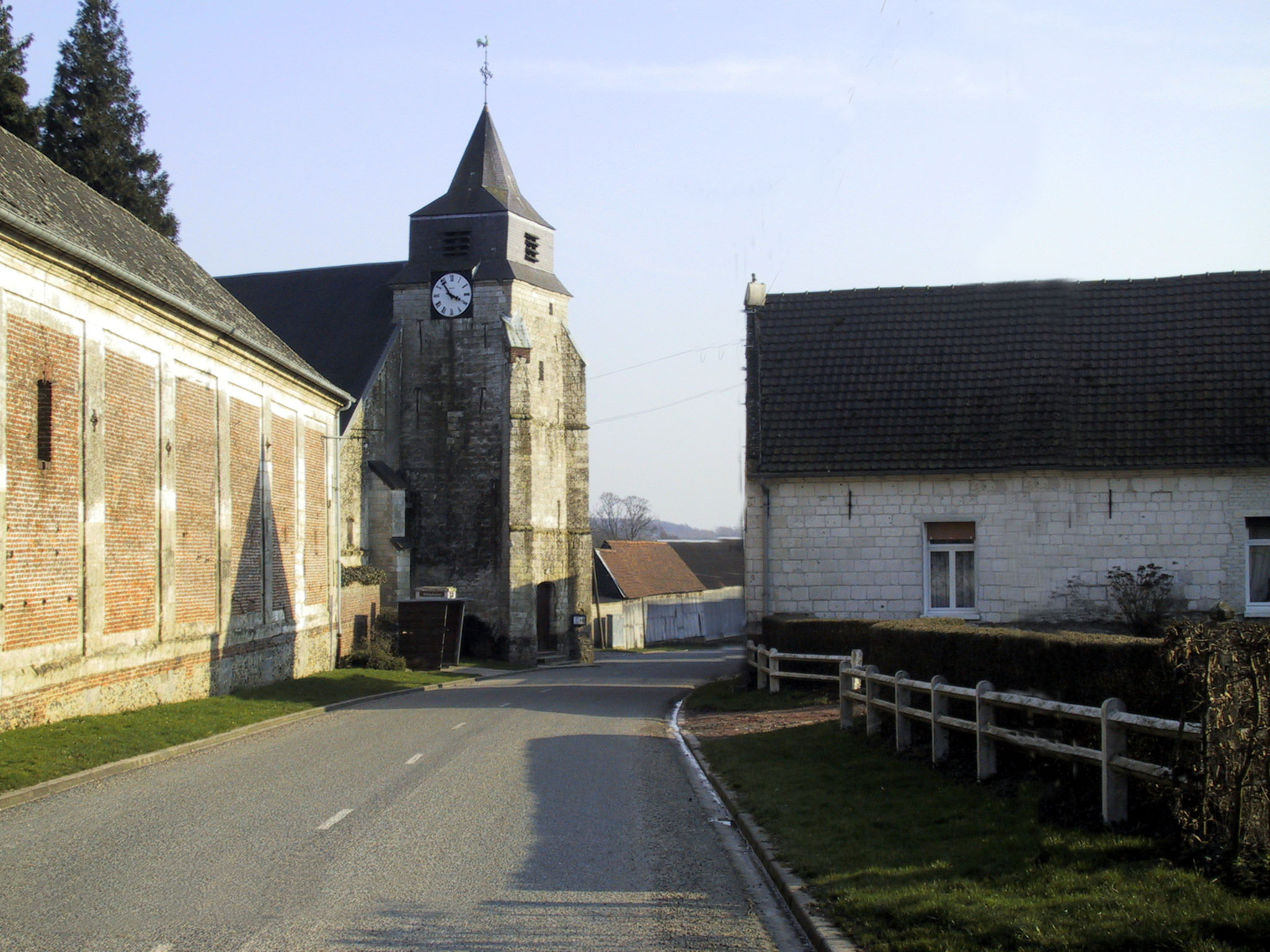
Centrum Couin en kerk

## Geografie
De oppervlakte van Couin bedraagt 5,9 km², de bevolkingsdichtheid is dus 19 inwoners per km².
De onderstaande kaart toont de ligging van Couin met de belangrijkste infrastructuur en aangrenzende gemeenten.

## Demografie
Onderstaande figuur toont het verloop van het inwonertal (bron: INSEE-tellingen).